# Рассказ нищего
«Рассказ нищего» — повесть грузинского писателя Ильи Чавчавадзе, завершённая в 1873 году и рассказывающая о жизни слуги, несправедливо обвинённого в преступлении. Экранизирована в 1961 году. На русском языке известна в переводах братьев Джапаридзе («Разбойник Габро»), Е. Гогоберидзе, Ю. Давыдова («Рассказ нищего»).

## Создание
Повесть восходит к рассказу Чавчавадзе «Како» (или «Кола»), над которым он работал начиная с 1858 года ещё во время учёбы в Санкт-Петербурге и который впоследствии стал основой для трёх произведений — «Рассказ нищего», «Человек ли он?!» и поэмы «Несколько картин, или Случай из жизни разбойника».
Первая редакция повести была завершена в 1862 году, и 19 февраля 1863 года фрагменты повести были опубликованы в журнале «Грузинский вестник» под псевдонимом «М. Джимшеридзе». В марте того же года Чавчавадзе процитировал строки из произведения («Разум просветит твой путь, а сердце согреет») в открытке  Ольге Гурамишвили.
В 1872—1873 годах Чавчавадзе продолжил и завершил доработку повести, и в 1873 году она была впервые опубликована целиком в журнале «Кребули», а в 1879 году издана отдельной книгой. В 1892 году повесть вошла во второй том четырёхтомного собрания произведений Ильи Чавчавадзе.
В 1897 году отрывки из повести появлялись в русском переводе в газете «Кавказ» и литературном сборнике «Кавказская жизнь». Первый полный русский перевод Гр. и Вл. Джафари (Джапаридзе) осуществлён в 1910 году и опубликован в 1911 году с вступительной статьёй А. Хаханова.

## Сюжет
Повесть представляет собой рассказ в рассказе. Основной рассказчик — охотник, который однажды замечает человека, лежащего возле заброшенного сарая на краю села. Через несколько дней, возвращаясь с охоты, он решает подойти к незнакомцу, которым оказывается больной нищий, нашедший у сарая временное пристанище. В ответ на просьбу охотника нищий рассказывает ему свою жизнь. 
С детства Габро (Габриел) был слугой в доме помещика и был приставлен к сыну помещика Датико (Дато), своему ровеснику. Когда им исполнилось по четырнадцать лет, отец послал Датико учиться в город. Там Габро познакомился с соседским слугой, который умел читать. Он рассказал, что читать его научил местный священник. Габро нашёл священника и попросился на учёбу. Священник оказал на Габро огромное влияние, не только научив его читать, но и изменив его взгляд на мир. Через пять лет отец Датико скончался, и он с Габро вернулись в деревню, хозяином которой стал Датико. Датико поручил Габро управление имением, и всё шло хорошо.
Однажды Габро увидел дочь крестьянина Пепия, красавицу Тамро, и полюбил её. Однако Тамро приметил и Датико, который имел страсть к женщинам и собирался добиться взаимности и от этой девушки. Несмотря на уговоры Габро оставить Тамро в покое, Датико не оставил своих намерений. Между тем, Габро признался в любви Тамро и посватался к ней у Пепия. Во время очередного разговора с Датико тот спровоцировал Габро, который выхватил кинжал. Его тут же арестовали, а вскоре арестовали и Пепия. Обоих два года продержали в тюрьме и приговорили к каторге. Во время перехода у горы Казбек на конвой напали всадники, и Габро с Пепия сбежали. Пепия вскоре умер в лесу, а Габро ограбил путника и поскакал в родной город, чтобы узнать о судьбе Тамро. По дороге он встретил Тамро со спутником в придорожном духане. Тамро призналась Габро, что её прежней уже нет, вместо неё есть «бесстыжая авлабарская шлюха». Гарбо понял, что Датико добился своего. Он убивает Датико, который перед смертью признаётся ему, что был среди всадников, освободивших каторжников. После этого Габро стал разбойником, но затем ушёл в Кахетию и нанялся батраком, а потом стал странствовать как нищий.
Увидев, что Габро близок к смерти, охотник позвал священника. По совпадению это оказался тот самый священник, который учил Габро в юности. Он отпустил нищему грехи, но принять причастие тот не успел, упав замертво.

## Оценки
Саргис Цаишвили называет «Рассказ нищего» «пронзительным по силе воздействия», признавая его «одним из лучших социальных полотен в грузинской литературе». По словам литературоведа, в повести «проявились могучий талант... знание жизни, умение увидеть наиболее значительное, дар создавать реальные колоритные характеры, улавливать существенные для эпохи тенденции».
По мнению С. Г. Исакова, повесть показывает «детальную и жуткую картину угнетения и унижения крестьян», в которой «резко противопоставлены два лагеря — трудящихся и их угнетателей-помещиков». В уста Габро автор вкладывает «знаменательные слова о том, что между господами и крепостными — пропасть и через неё невозможно перекинуть мост».

## Адаптации
В 1961 году на киностудии «Грузия-фильм» режиссёр Леонард Эсакия снял по повести одноимённый художественный фильм «Рассказ нищего».
Спектакли по повести ставились в грузинских театрах.